# Chapitel

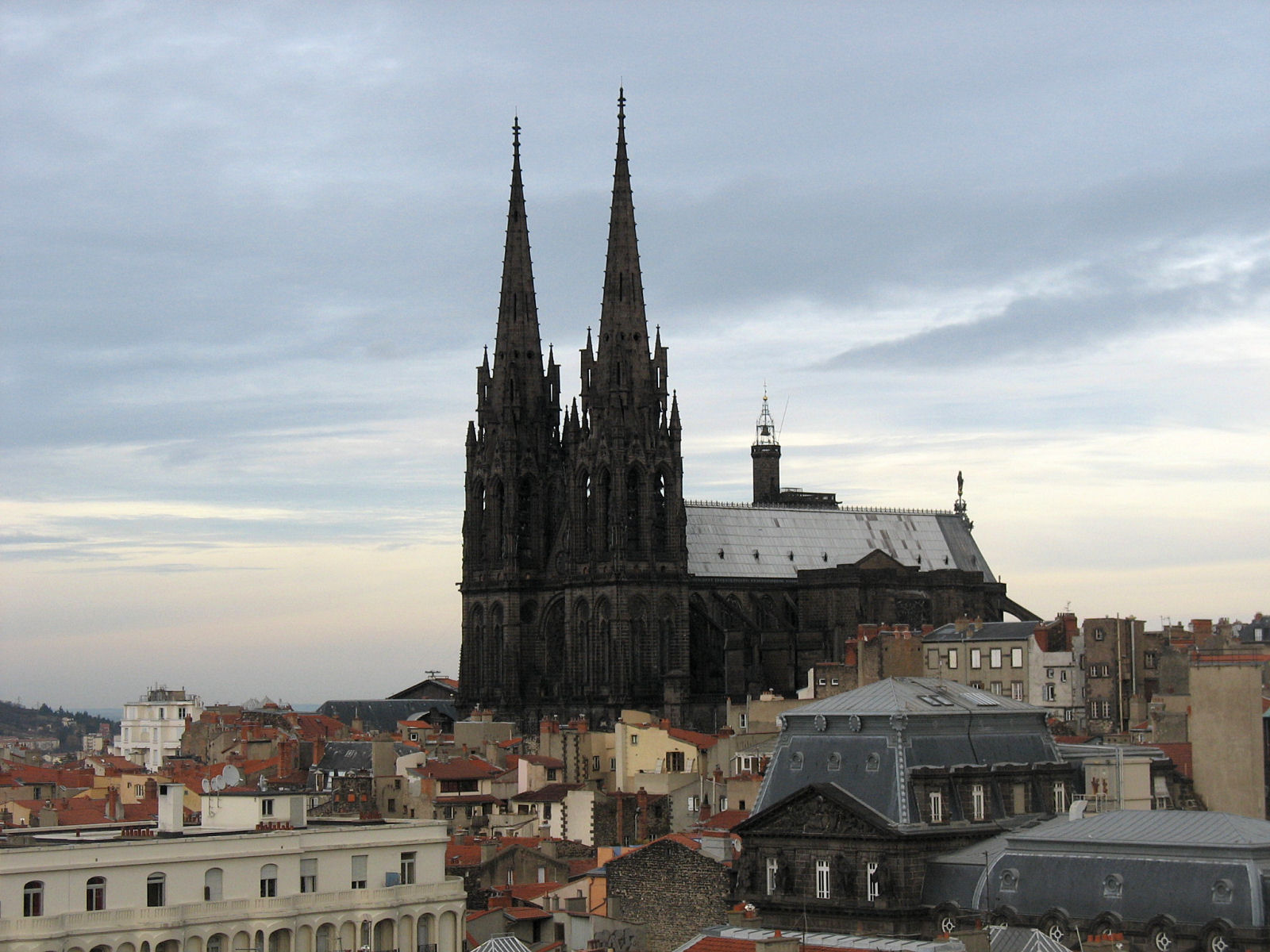
Chapiteles de 100 m de altura de la Catedral de Clermont-Ferrand, Francia

Chapitel es el elemento arquitectónico situado en la parte superior de una torre, campanario o crucero de una iglesia, a modo de terminación, culminación, cumbre o remate; aunque también se usa en cualquier otra edificación religiosa, civil o militar. Se suele distinguir al «chapitel» de la aguja o flecha al definirse estas como chapiteles agudos, estrechos, esbeltos y de gran altura, que rematan una torre o cubierta.
Como un ornamento arquitectónico, los chapiteles más consistentemente se encuentran en las iglesias cristianas, donde coronan y a veces reemplazan al campanario. Los chapiteles también son comunes y notables en estructuras en solitario, en forma de obeliscos. En los movimientos modernistas del siglo XX, torres de oficinas en forma de torres obeliscos, son ejemplos. Algunos edificios famosos, como el Space Needle en Seattle, Washington, utilizan el chapitel como un testimonio del poder civil y de esperanza, en el caso de este ejemplo, es también una referencia a la participación de Seattle en el sector aeroespacial. 

## Simbología
Simbólicamente, los chapiteles tienen dos funciones:
- La de proclamar una potencia militar. Una torre, con sus reminiscencias de la punta de lanza, da la impresión de fortaleza.
- Llegar hacia el cielo. La unión de cielo y esperanza de la aguja es una de las razones por su asociación con los edificios religiosos. Una torre de una iglesia o catedral no era solo un símbolo de piedad, a menudo era vista como un símbolo de la riqueza y el prestigio de quienes encargaban la construcción.

## Formas
La forma de los chapiteles puede variar en función de los diferentes estilos arquitectónicos, pudiendo ser de forma piramidal, cónica o bulbosa y terminar en forma de flecha aguda, destacando su uso en el gótico en el que se convierten en la culminación visual del templo y símbolo de acercamiento a Dios.

## Chapiteles góticos y neo-góticos

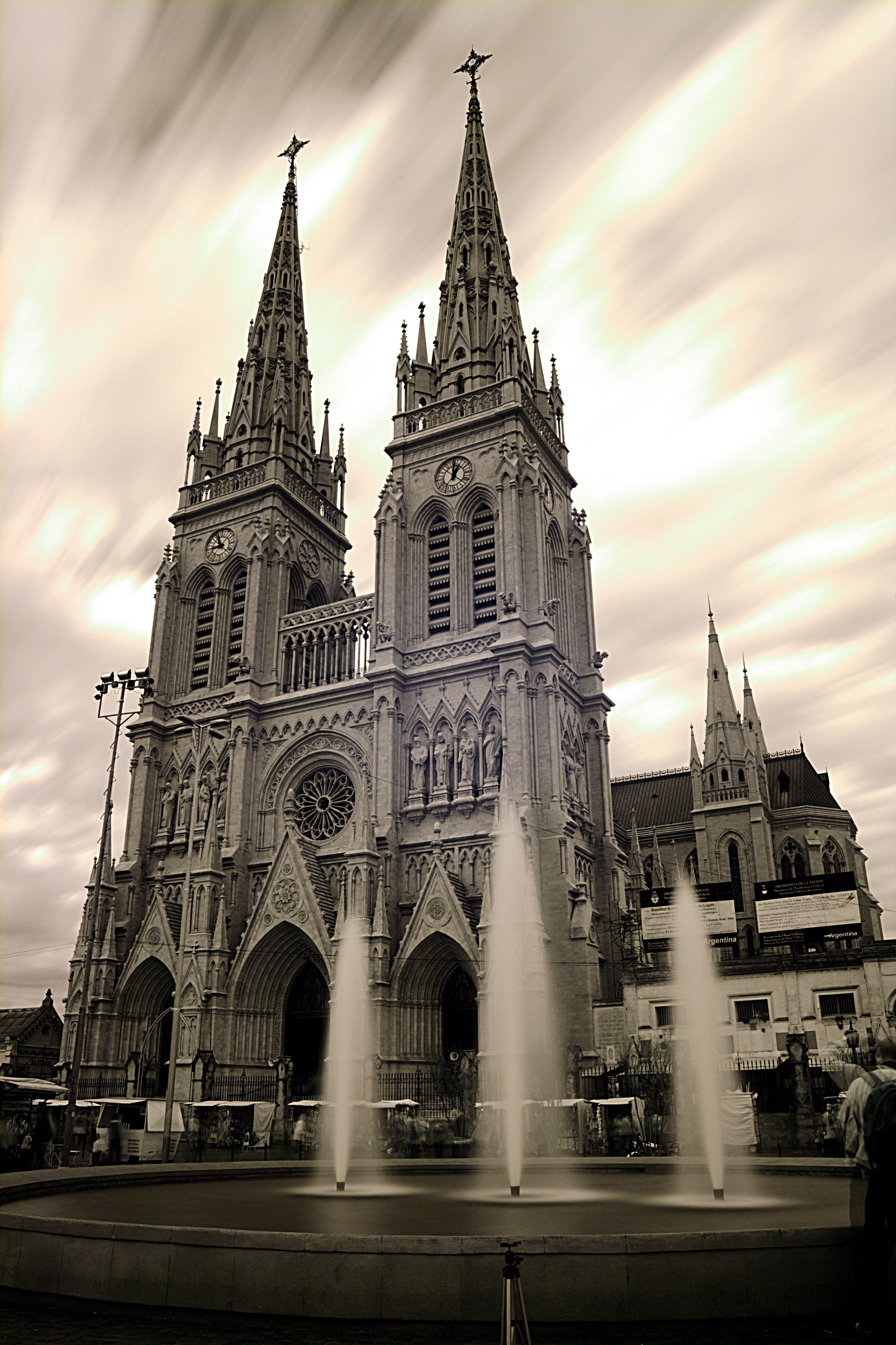
Chapiteles de la Basílica Nuestra Señora de Luján, Argentina

El chapitel como pináculo gótico declara la presencia de la religión y su conexión con el cielo. El alto y delgado chapitel piramidal-torre sur de la catedral de Chartres es una de las primeras evidencias y, en las postrimerías del gótico, las agujas se construían con tracerías caladas en sus caras. Las torres caladas fueron una innovación arquitectónica sorprendente, a partir de principios de siglo XIV, en la torre de la catedral de Friburgo, la piedra fue perforada y unida por cables de hierro. La aguja calada, de acuerdo con Robert Bork, representa una extensión «radical, pero lógica de la tendencia gótica hacia la estructura del esqueleto». El fenomenal esqueleto orgánico de agujas de Antoni Gaudí en la Sagrada Familia de Barcelona, representa una consecuencia de esta tendencia gótica. Diseñada y comenzada por Gaudí en 1884, todavía a día de hoy no se ha completado, aunque se sigue el plan inicial del autor.
En Inglaterra, la «torre» de inmediato trae a la mente la catedral de Salisbury. Su torre chapitel de 123 m, construida entre 1320 y 1380, es la más alta del período en cualquier parte del mundo, y en su estilo es tan notable como el Coliseo de Roma o el Partenón de Atenas. Una torre similar pero ligeramente más pequeña fue construida en Leighton Buzzard, en Bedfordshire, Inglaterra, lo que indica la popularidad de la torre de difusión en todo el país durante este período. En el Reino Unido los chapiteles en estos tiempos, tienden generalmente a ser reservados para la construcción eclesiástica, la excepción a esta regla fue la aguja en Burghley House, construida para el Canciller de Elizabeth I en 1585. 
En el Renacimiento temprano, el chapitel no se limitó al Reino Unido: la difusión de la moda abarcó toda Europa. En Amberes, la torre de 123 m fue la estructura más alta en los Países Bajos durante más de cinco siglos. Entre 1221 y 1457 altas agujas caladas y ricamente decoradas fueron construidas para la Catedral de Burgos, en España, mientras que en la catedral de Ulm en Alemania, la alta torre de 161 m fue la más alta del mundo durante siglos, construida en estilo gótico francés entre 1377 y 1417. En España las altas torres coronadas con chapitel de pizarra de estilo madrileño o Chapitel madrileño, son bastante difundidas y constituyen una señal de identidad de la arquitectura española.
Curiosamente, los italianos nunca adoptaron el chapitel como un elemento arquitectónico con auténtico entusiasmo y prefirieron los estilos clásicos. El estilo gótico y sus altos chapiteles fueron una característica de la Europa germánica del norte y nunca fue del gusto italiano, los pocos edificios de estilo gótico con agujas en Italia siempre parecen extraños a la tendencia. 
La mezcla de los estilos clásicos con una aguja chapitel se produjo mucho más tarde. En 1822, en Londres, John Nash construyó la Iglesia de Todos los Santos, Langham Place, un templo clásico circular, con columnas jónicas rematadas por un chapitel con el apoyo de columnas corintias. Si se trata de un matrimonio feliz de estilos o una mezcla poco feliz es una cuestión de gusto individual. 
Durante el siglo XIX el estilo neogótico no conocía límites. Con los avances en la tecnología, la producción de acero, y las técnicas de construcción, las torres y chapiteles disfrutaron de un aumento sin precedentes, las famosas agujas de la catedral de Colonia, diseñada siglos antes, finalmente se completaron en esta época. 
Los chapiteles nunca han pasado de moda. En el siglo XX el hormigón armado ha ofrecido nuevas posibilidades para las agujas caladas y numerosos rascacielos en los Estados Unidos, son testimonio de esta corriente. El One World Trade Center de Nueva York, de 541 m, construida en memoria del 9/11, está coronada por una aguja chapitel.